# Peristedion gracile

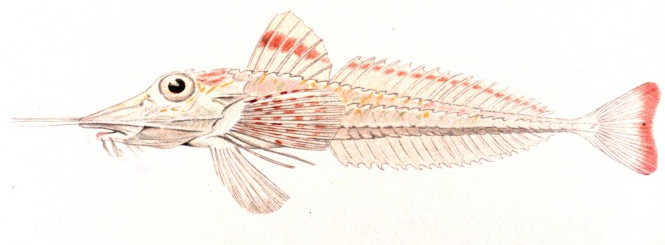
Illustrazione di Peristedion gracile

Peristedion gracile Goode & Bean, 1896 è un pesce osseo marino appartenente alla famiglia Peristediidae diffuso nell'oceano Atlantico occidentale.

## Descrizione
Presenta un corpo compresso sul ventre, allungato, che raggiunge una lunghezza massima di 20 cm; la colorazione è chiara sul ventre e rossastra sul dorso. Come tipico per i peristedidi, è corazzato da scaglie ossee e presenta molti barbigli sulla mandibola (5 al di sotto del labbro inferiore e fino a 36 sul mento); la testa ha due rostri quasi paralleli. Non presenta ghiandole velenigene.
La pinna caudale ha il margine rosso e le pinne pettorali somigliano a ventagli. La pinna anale è trasparente e presenta solamente raggi molli, come la seconda pinna dorsale; la prima ha invece otto raggi spiniformi. Entrambe le pinne dorsali sono attraversate da una fascia orizzontale giallastra.

## Biologia

### Alimentazione
È carnivoro e si nutre soprattutto di crostacei e vermi bentonici.

### Riproduzione
Poco nota; le larve sono pelagiche.

## Distribuzione e habitat
Vive sul fondale, solitamente tra i 30 e i 150 m di profondità, anche se è stato segnalato oltre i 470; il suo areale si estende dalle coste del New Jersey al Suriname. È comune nel golfo del Messico, ma le segnalazioni da Cuba sono dubbie.

## Conservazione
P. gracile è stato classificato come "a rischio minimo" (LC) dalla lista rossa IUCN nel 2015 perché è una specie dall'areale ampio e non sono note particolari minacce che potrebbero influire sulle sue popolazioni. È talvolta catturato involontariamente ma non è di alcun interesse per la pesca commerciale.